# Andy Linden
Andy Linden est un  acteur britannique notamment connu pour son rôle de Mondingus Fletcher dans le film Harry Potter et les reliques de la mort réalisé par David Yates. L’acteur avait déjà travaillé avec Yates dans le film Punch en 1996 ce qui lui aurait permis d’obtenir le rôle.

## Filmographie

### Cinéma
- 1996 : Punch, court-métrage de David Yates
- 1998 : Love Is the Devil de John Maybury : Ken Bidwell
- 2001 : From Hell d'Albert et Allen Hughes : Carpenter
- 2005 : Oliver Twist de Roman Polanski : le ramoneur
- 2007 : Rise of the footsoldierde Julian Gilbey : Peter Dinsdale
- 2008 : RocknRolla de Guy Ritchie : Waster
- 2008 : Le Secret de Moonacre de Gábor Csupó : Marmaduke Scarlet
- 2010 : Harry Potter et les reliques de la mort (Partie 1) de David Yates : Mondingus Fletcher

### Télévision
- 1995 : Hercule Poirot (série télévisée, saison 6, épisode 2 : Pension Vanilos) : Giorgios, le joailler
- 2009 : Merlin (série télévisée, saison 1, épisode 2) : Devlin